# Karyamandala
Karyamandala is een bestuurslaag in het regentschap Tasikmalaya van de provincie West-Java, Indonesië. Karyamandala telt 5024 inwoners (volkstelling 2010).